# Lettonie au Concours Eurovision de la chanson 2021
La Lettonie est l'un des trente-neuf pays participants du Concours Eurovision de la chanson 2021, qui se déroule à Rotterdam aux Pays-Bas. Le pays est représenté par la chanteuse Samanta Tīna et sa chanson  The Moon is Rising, sélectionnées en interne par le diffuseur letton LTV. Le pays se classe 17e et dernier en demi-finale, recevant 14 points.

## Sélection
Le diffuseur letton LTV annonce sa participation à l'Eurovision 2021 le 16 mai 2020, soit environ deux mois après l'annulation de l'édition 2020. Le pays confirme dès lors la reconduction de la chanteuse Samanta Tīna comme représentante du pays. Sa chanson, intitulée The Moon is Rising, est présentée au public le 12 mars 2021.

## À l'Eurovision
La Lettonie participe à la deuxième demi-finale du 20 mai 2021. Y recevant 14 points, le pays se classe 17e et dernier et ne parvient pas à se qualifier en finale.